# Bronislovas Genzelis
Bronislovas Genzelis (* 16. Februar 1934 in Aukštadvaris, Rajongemeinde Trakai; † 18. Dezember 2023 in Vilnius) war ein litauischer Philosoph und Politiker. Von 1958 bis 1990 war er Mitglied der KPdSU, von 1989 bis 1990 Mitglied des ZK der Lietuvos komunistų partija. Von 1988 bis 1990 war er Mitglied von Sąjūdis, ab 1990 der LDDP.

## Leben
Bronislovas Genzelis besuchte von 1942 bis 1946 die Grundschule in Alytus und von 1946 bis 1954 das Gymnasium in Kaišiadorys. Von 1954 bis 1959 absolvierte er das Diplomstudium der Philosophie an der Lomonossow-Universität in Moskau. Von 1959 bis 1961 lehrte er am Šiaulių pedagoginis institutas. Von 1961 bis 1964 studierte er in der Aspirantur am Lietuvos istorijos institutas (Litauischen Historischen Institut). 1974 wurde er in Philosophie promoviert.
Genzelis lehrte von 1964 bis 1992 an der Vilniaus universitetas, ab 1976 als Professor, und ab 1997 an der Vytauto Didžiojo universitetas (VDU).
Ab 1989 war Genzelis Volksdeputierter im Obersten Rat der Sowjetunion für die Stadt Kretinga. Von 1990 bis 1996 war er Mitglied im Seimas.

## Auszeichnungen
- 2008: Litauischer Wissenschaftspreis
- 2008: Gediminas-Orden, Komandoro kryžius